# Aleksandrovac
Aleksandrovac (cirill betűkkel Александровац) városa az azonos nevű község székhelye Szerbiában, a Rasinai körzetben,6476 lakossal. A város a Zupa Aleksandrovacka néven ismert terület közigazgatási, ipari és kulturális központja.

## Története
A település és környéke már az i. e. időkben is lakott hely volt, melyet az itt folytatott régészeti feltárások is bizonyítanak.
Nevét 1196-ban említették először a forrásokban, ekkor még Kožetin néven volt említve. Nevét 1882-ben a lakosság kérésére változtatták mai Alekszandrovacra nevére.
Aleksandrovac országos szinten nevezetességét elsősorban szőlő-és a gyümölcstermesztésének régi hagyományainak köszönheti. 1963 óta minden év szeptemberének végén megrendezik a szőlőtermesztésnek szentelt Zupska Berba fesztivált. A településen alapították az egyik első szerb középiskolát is, amely a szőlő-és gyümölcstermesztésre szakosodott. E középiskola már alapítása idején is magas szintű képzettséggel és innovációval rendelkezett. 2000. március 31-én megépült a bor- és szőlőtermesztési múzeum is a településen, amely a volt mezőgazdasági iskola borospincéjében található. 
A város iparát máig a szőlőtermesztés és a gyümölcstermesztés jellemzi, az itt található Vino Zupa nevű vállalat máig az egyik legnagyobb és legsikeresebb szerb vállalat a különféle borok és gyümölcslevek gyártása terén.

## Itt születtek, itt éltek
- Ilija Bozoljac - szerb teniszező itt született Aleksandrovacban.

## Népesség
- 1948-ban 1 027 lakosa volt.
- 1953-ban 1 153 lakosa volt.
- 1961-ben 1 320 lakosa volt.
- 1971-ben 3 067 lakosa volt.
- 1981-ben 5 177 lakosa volt.
- 1991-ben 6 354 lakosa volt
- 2002-ben 6 476 lakosa volt, melyből 6 352 szerb (98,08%), 23 montenegrói, 14 cigány, 13 jugoszláv, 7 horvát, 5 macedón, 4 muzulmán, 2 bolgár, 2 szlovén, 12 ismeretlen.

## A községhez tartozó települések
- Bzenice
- Bobote
- Boturići
- Bratići
- Velika Vrbnica
- Velja Glava
- Venčac (Aleksandrovac)
- Vitkovo
- Vražogrnci
- Vranštica
- Vrbnica (Aleksandrovac)
- Garevina
- Gornja Zleginja
- Gornje Rataje
- Gornji Vratari
- Gornji Stupanj
- Grčak
- Dašnica (Aleksandrovac)
- Dobroljupci
- Donja Zleginja
- Donje Rataje
- Donji Vratari
- Donji Stupanj
- Drenča
- Jelakci
- Kožetin
- Koznica
- Latkovac
- Laćisled
- Lesenovci
- Leskovica (Aleksandrovac)
- Ljubinci
- Mrmoš
- Novaci (Aleksandrovac)
- Panjevac
- Parčin
- Pleš (Aleksandrovac)
- Ploča (Aleksandrovac)
- Popovci
- Puhovac
- Raklja
- Ržanica
- Rogavčina
- Rokci
- Rudenice
- Stanjevo
- Starci (Aleksandrovac)
- Strmenica
- Stubal
- Subotica (Aleksandrovac)
- Tržac
- Trnavci (Aleksandrovac)
- Tuleš
- Šljivovo